# Martragny
Martragny és un municipi francès situat al departament de Calvados i a la regió de Normandia. L'any 2007 tenia 333 habitants.

## Demografia

### Població
El 2007 la població de fet de Martragny era de 333 persones. Hi havia 112 famílies de les quals 16 eren unipersonals (12 homes vivint sols i 4 dones vivint soles), 36 parelles sense fills, 52 parelles amb fills i 8 famílies monoparentals amb fills.
La població ha evolucionat segons el següent gràfic:
Habitants censats

### Habitatges
El 2007 hi havia 123 habitatges, 116 eren l'habitatge principal de la família, 6 eren segones residències i 1 estava desocupat. 121 eren cases i 1 era un apartament. Dels 116 habitatges principals, 99 estaven ocupats pels seus propietaris, 12 estaven llogats i ocupats pels llogaters i 5 estaven cedits a títol gratuït; 1 tenia una cambra, 2 en tenien dues, 9 en tenien tres, 22 en tenien quatre i 82 en tenien cinc o més. 92 habitatges disposaven pel capbaix d'una plaça de pàrquing. A 36 habitatges hi havia un automòbil i a 75 n'hi havia dos o més.

### Piràmide de població
La piràmide de població per edats i sexe el 2009 era:
| Homes | Edats   | Dones |
| ----- | ------- | ----- |
| 0     | 95 o +  | 0     |
| 0     | 90 a 94 | 0     |
| 0     | 85 a 89 | 4     |
| 0     | 80 a 84 | 0     |
| 8     | 75 a 79 | 0     |
| 4     | 70 a 74 | 4     |
| 4     | 65 a 69 | 12    |
| 4     | 60 a 64 | 4     |
| 16    | 55 a 59 | 4     |
| 4     | 50 a 54 | 4     |
| 28    | 45 a 49 | 32    |
| 16    | 40 a 44 | 12    |
| 12    | 35 a 39 | 4     |
| 8     | 30 a 34 | 24    |
| 4     | 25 a 29 | 0     |
| 8     | 20 a 24 | 0     |
| 24    | 15 a 19 | 20    |
| 20    | 10 a 14 | 8     |
| 24    | 5 a 9   | 8     |
| 4     | 0 a 4   | 0     |

## Economia
El 2007 la població en edat de treballar era de 216 persones, 172 eren actives i 44 eren inactives. De les 172 persones actives 160 estaven ocupades (82 homes i 78 dones) i 12 estaven aturades (6 homes i 6 dones). De les 44 persones inactives 14 estaven jubilades, 18 estaven estudiant i 12 estaven classificades com a «altres inactius».

### Ingressos
El 2009 a Martragny hi havia 124 unitats fiscals que integraven 367,5 persones, la mediana anual d'ingressos fiscals per persona era de 19.528 €.

### Activitats econòmiques
Dels 7 establiments que hi havia el 2007, 4 eren d'empreses de construcció, 1 d'una empresa d'hostatgeria i restauració, 1 d'una empresa de serveis i 1 d'una entitat de l'administració pública.
Dels 3 establiments de servei als particulars que hi havia el 2009, 1 era un paleta, 1 fusteria i 1 lampisteria.
L'any 2000 a Martragny hi havia 4 explotacions agrícoles.

## Equipaments sanitaris i escolars
El 2009 hi havia una escola maternal integrada dins d'un grup escolar amb les comunes properes formant una escola dispersa.

## Poblacions més properes
El següent diagrama mostra les poblacions més properes.